# جورج یانوشی
جورج یانوشی (مجاری: Jánosi György؛ زادهٔ ۲۱ ژانویهٔ ۱۹۵۴) سیاستمدار سوسیالیست اهل مجارستان است.
او در سالهای ۲۰۰۲ تا ۲۰۰۳ در زمان نخست‌وزیری پیتر مدیشی به عنوان وزیر امور جوانان و ورزش مشغول بود. این پست بعداً توسط فرنتس جورچانی که بعداً نخست‌وزیر شد، اداره شد. جورج یانوشی در سالهای ۱۹۹۶ تا ۲۰۱۰ رئیس کمیته آموزش مجلس ملی مجارستان بود.

## یادداشت
1. ↑  تلفظ اصلی نام کوچک دْیوردْیْ است.